# Ярмен
Ярмен (нім. Jarmen) — місто в Німеччині, розташоване в землі Мекленбург-Передня Померанія. Входить до складу району Передня Померанія-Грайфсвальд. Складова частина об'єднання громад Ярмен-Тутов.
Площа — 30,64 км2. Населення становить 2941 ос. (станом на 31 грудня 2020).

## Галерея

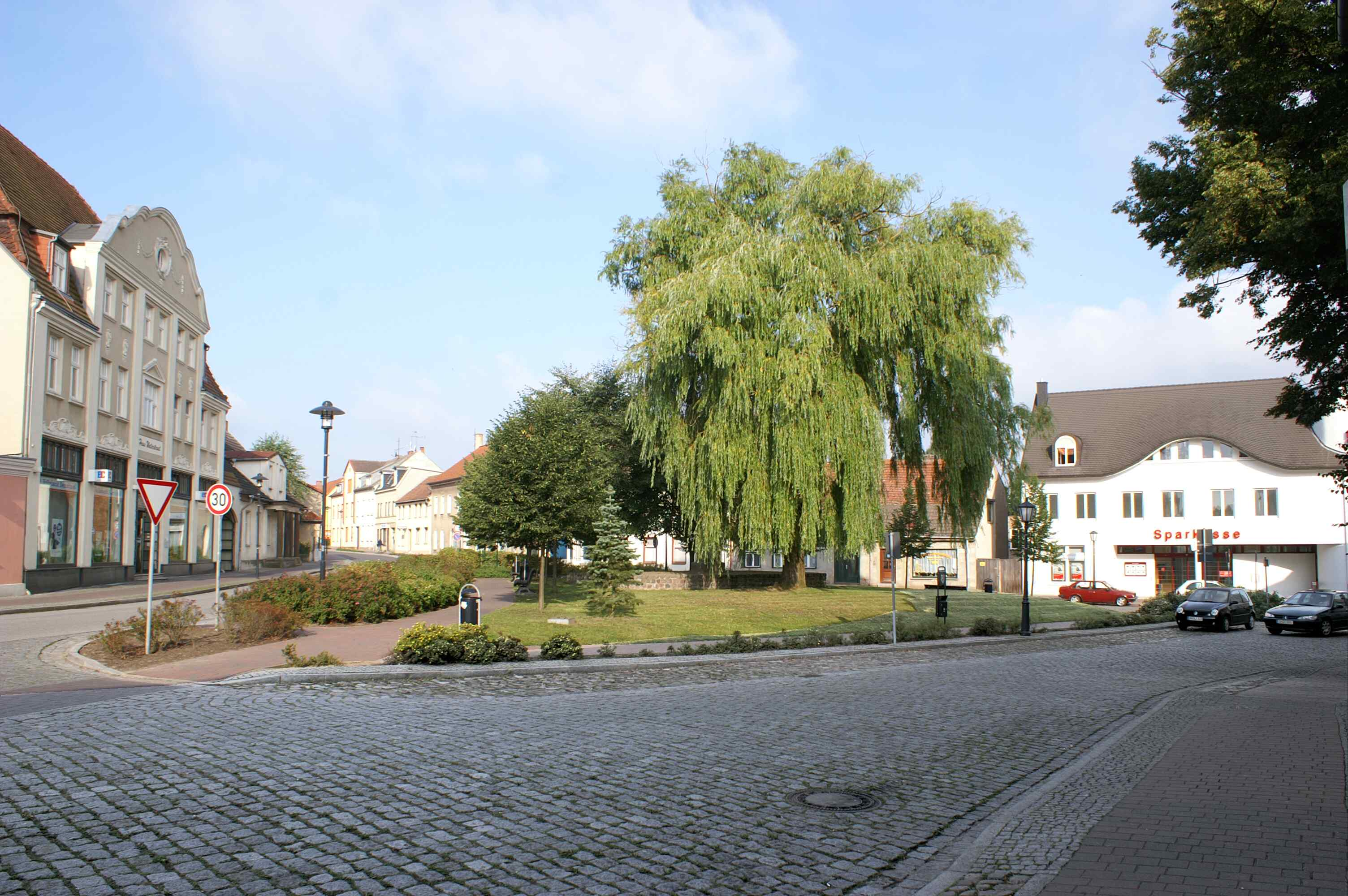
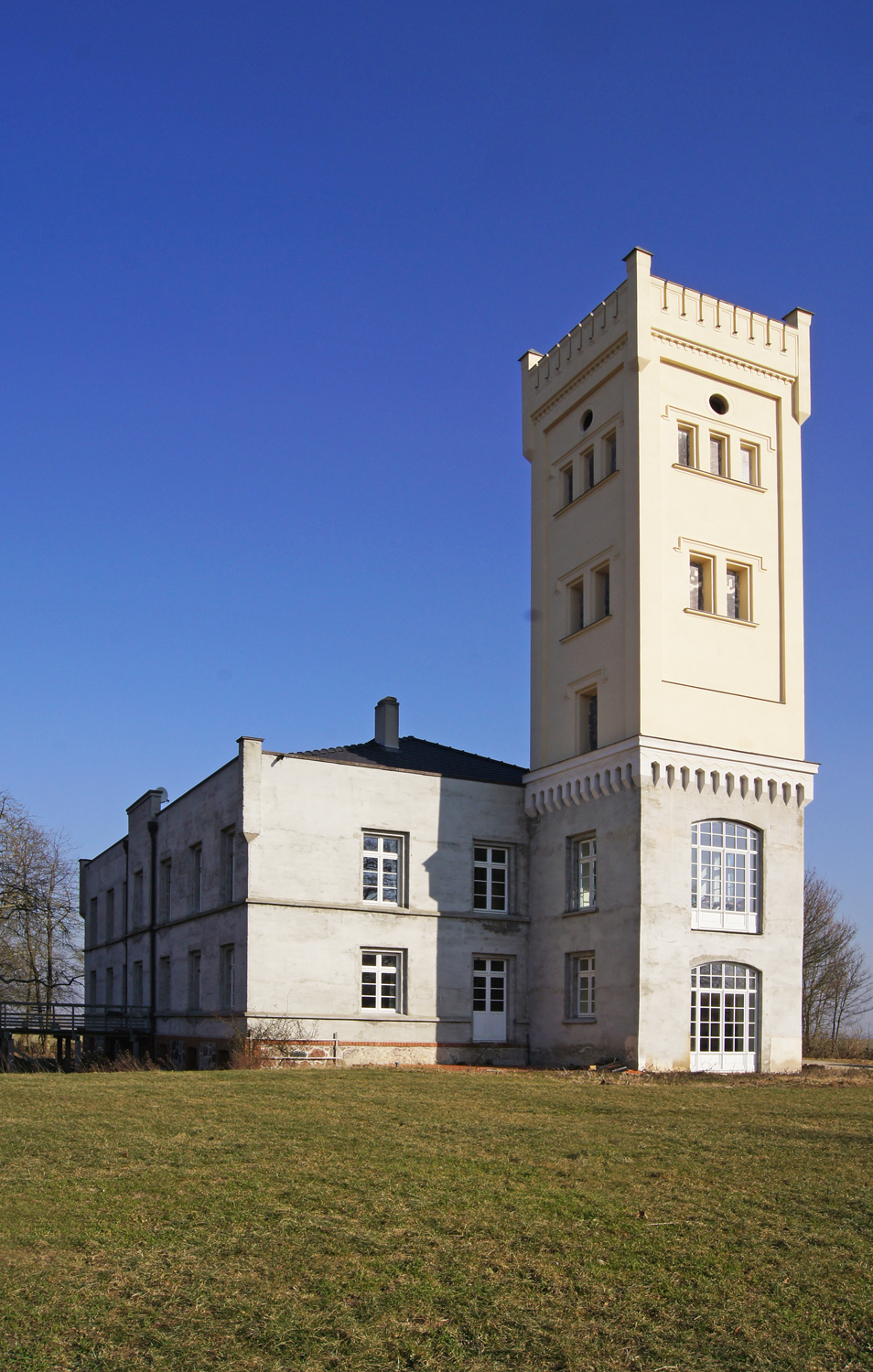
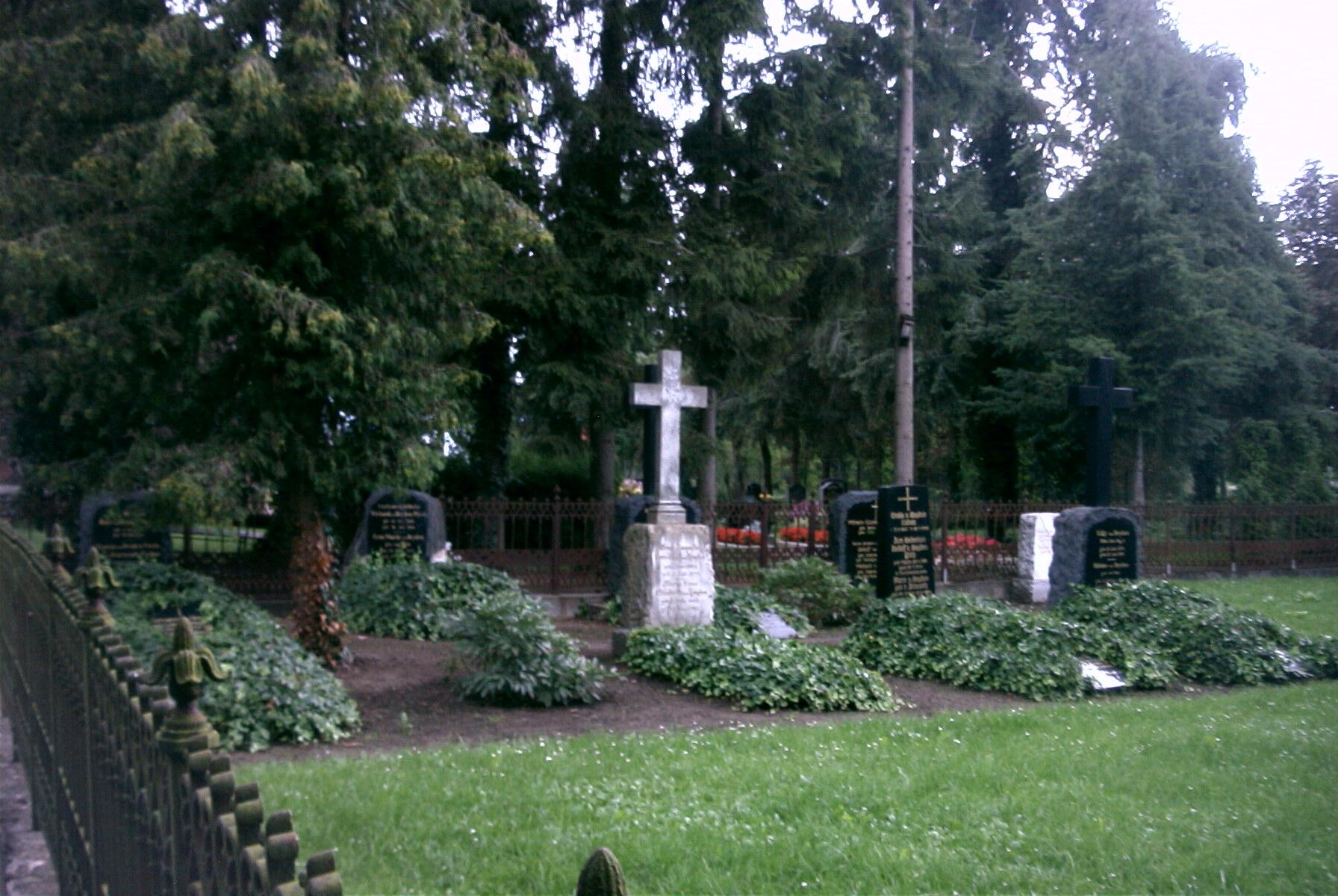
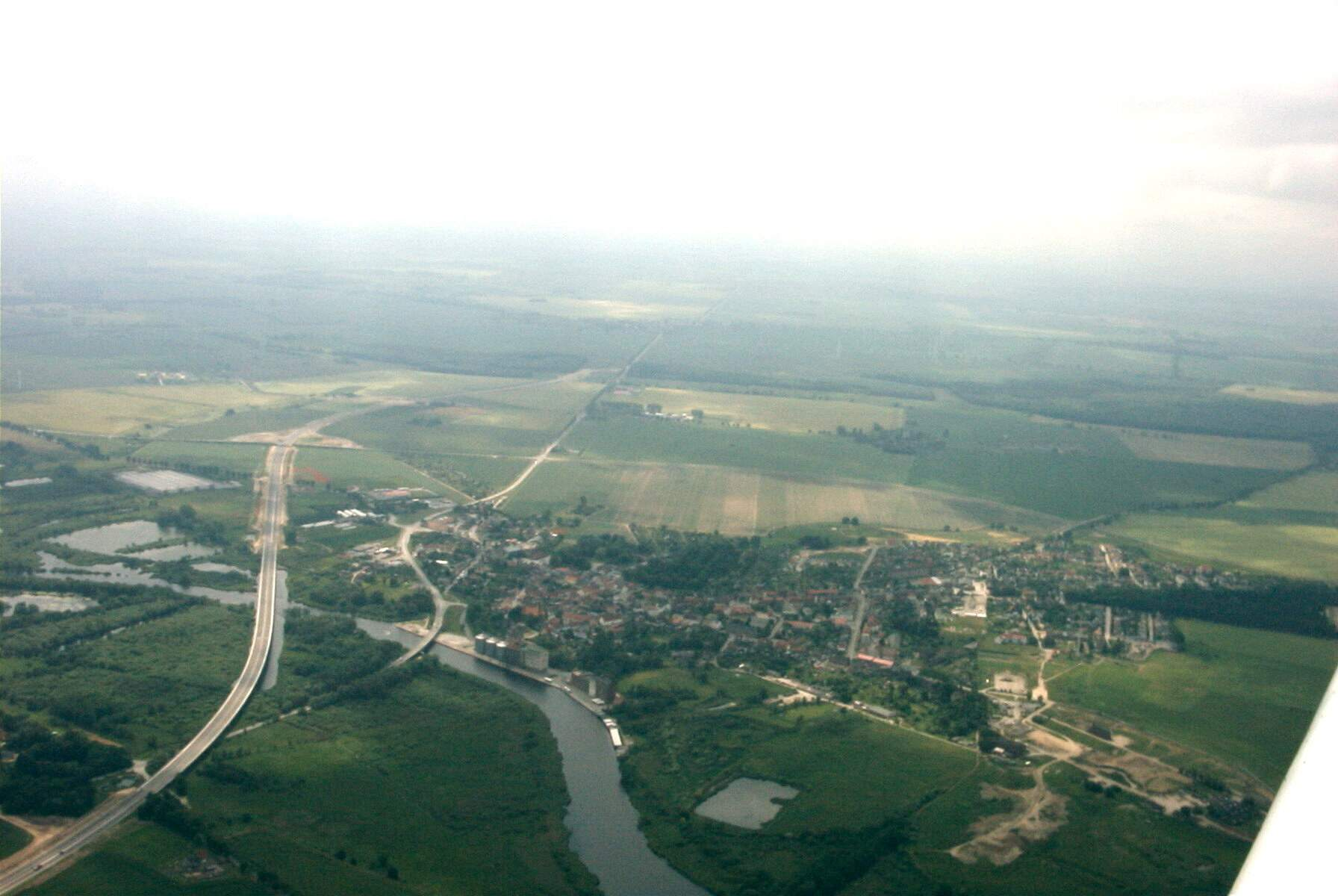
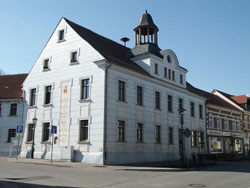
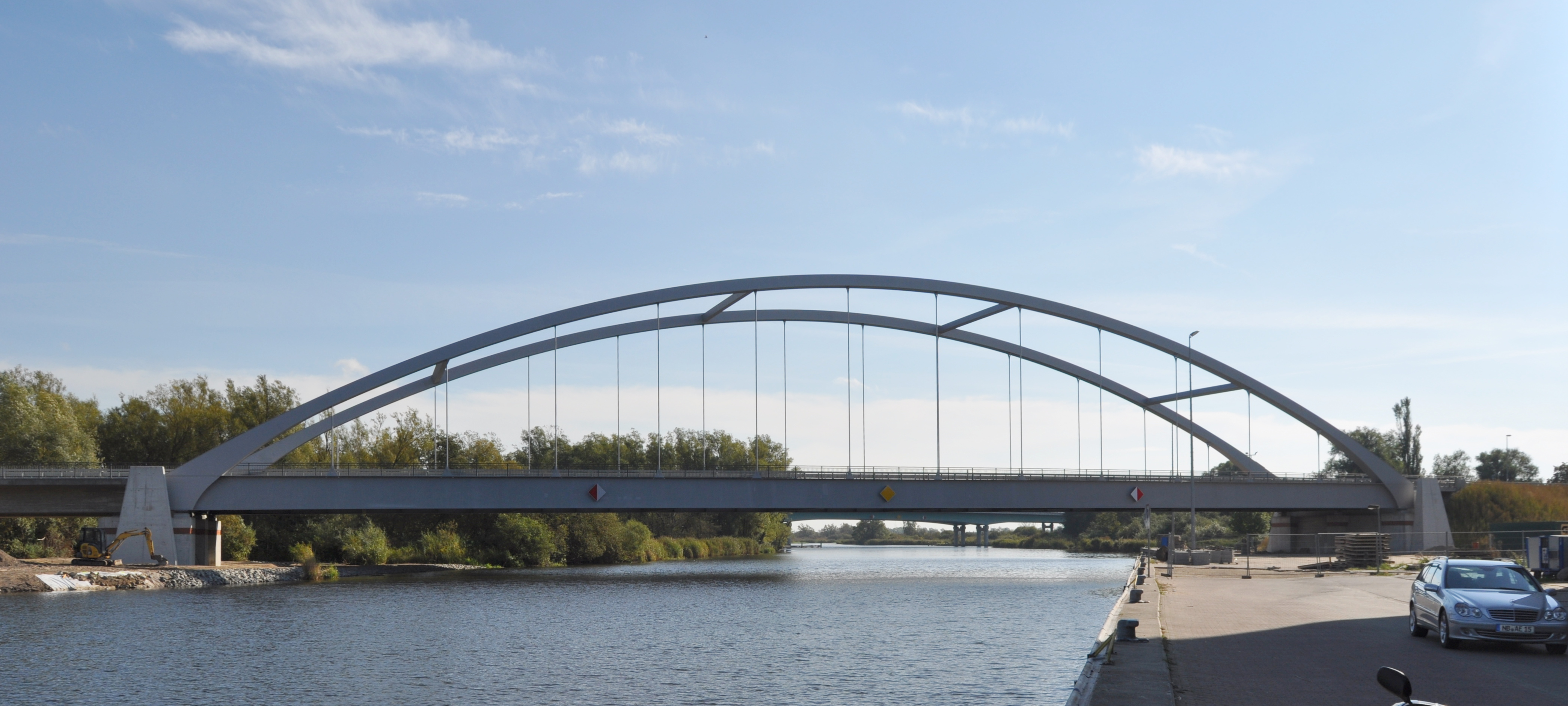

## Особистості
- Ганс-Дітер Брюхерт — борець вільного стилю, бронзовий призер чемпіонату світу, срібний та бронзовий призер чемпіонатів Європи, срібний призер Олімпійських ігор.